# Alitalia CityLiner
Alitalia CityLiner is de regionale dochteronderneming van Alitalia, de nationale luchtvaartmaatschappij van Italië. Ze opereert korte vluchten en vluchten met een lage beladingsfactor.

## Geschiedenis
Alitalia CityLiner werd opgericht als Air One CityLiner S.p.A. als een dochteronderneming van Air One. De nieuwe dochteronderneming had een vloot van 10 nieuw bestelde Bombardier CRJ900´s. Op 13 januari 2009 gingen Air One en Alitalia samen en de regionale luchtvaartmaatschappij van Alitalia, Alitalia Express ging samen met Air One CityLiner tot Alitalia CityLiner. De Bombardier CRJ900´s en de Embraer 170´s (afkomstig van Alitalia Express) werden uitgefaseerd en werder vervangen door Embraer 175 en Embraer 190 toestellen. Alitalia overwoog eerst om Sukhoi Superjet 100's aan te schaffen, maar omdat die nog niet geleverd konden worden in 2012 werden de Embraer toestellen aangeschaft.

## Vloot
De vloot van Alitalia CityLiner in november 2020 bestaat uit de volgende vliegtuigen.

### Geschiedenis van de Alitalia CityLiner vloot
Sinds haar oprichting heeft Alitalia CityLiner de volgende vliegtuigtypes geopereerd (Inclusief Air One CityLiner en Alitalia Express).
| Vliegtuig         | Geïntroduceerd | Uitgefaseerd |
| ----------------- | -------------- | ------------ |
| Bombardier CRJ900 | 2006           | 2012         |
| Embraer 170LR     | 2004           | 2012         |
| Embraer E-175LR   | 2011           | —            |
| Embraer E-190LR   | 2011           | —            |